# 夹谷常哥
夹谷常哥（12世纪？—1216年），蒙古帝国女真族将领。
金朝末年夹谷常哥守卫威宁城（今内蒙古自治区兴和县北）。1212年，和刘伯林一起归降蒙古，成吉思汗命他率所部继续守威宁。金朝以大官引诱他反正，夹谷常哥将使者绑起来献上。成吉思汗嘉赏他，擢升他为万户兼招讨使。1216年，去世，其子夹谷忙古带嗣为万户。后赠夹谷常哥为定襄郡公，谥忠敏。